# National Academy of Engineering
De National Academy of Engineering (NAE) is een Amerikaanse vereniging van topingenieurs, die in 1964 is opgericht als zusterorganisatie en voortgekomen uit de National Academy of Sciences (NAS). Lidmaatschap van deze vereniging verloopt via nominatie door een NAE-lid en coöptatie. Er zijn ongeveer 2000 Amerikaanse en 200 buitenlandse leden. De computerspecialist Bill Gates is een bekend NAE lid. Vier Nederlandse ingenieurs, waaronder Kees Schouhamer Immink, Gerrit Blaauw en Simon Middelhoek, zijn sinds 2014 buitenlands lid (foreign member). Er zijn in de Verenigde Staten naar schatting twee miljoen ingenieurs.
De NAE is een private, onafhankelijke, non-profitorganisatie. De academie geeft advies aan de Amerikaanse federale overheid, en verricht ook onafhankelijke studies in technologie en technische wetenschappen. 
In Nederland bestaat er geen aparte 'Academie van Technische Wetenschappen'. De Koninklijke Nederlandse Akademie van Wetenschappen (KNAW) kent een sectie technische wetenschappen met 15 gewone leden.